# Йоганна Магдалена Саксен-Альтенбурзька
Йоганна Магдалена Саксен-Альтенбурзька (нім. Johanna Magdalena von Sachsen-Altenburg, 14 січня 1656 — 22 січня 1686) — принцеса Саксен-Альтенбурзька з Ернестинської лінії Веттінів, донька герцога Саксен-Альтенбургу Фрідріха Вильгельма II та саксонської принцеси Магдалени Сибілли, перша дружина герцога Саксен-Вайссенфельсу Йоганна Адольфа I.

## Біографія
Народилась 14 січня 1656 року в Альтенбурзі. Була другою дитиною та єдиною донькою в родині герцога Саксен-Альтенбургу Фрідріха Вильгельма II та його другої дружини Магдалени Сибілли Саксонської. Мала старшого брата Крістіана та молодшого — Фрідріха Вільгельма.
Втратила матір перед своїм 12-річчям. Навесні 1669 року не стало і батька. Принцеса зростала при дворах дядьків у Дрездені та Цайці. Її наставниками були богослови Йоганн Штіль та Йоганн Сагітаріус, внаслідок цього дівчина виросла дуже набожною.
У 15 років стала дружиною принца Саксен-Вайссенфельського Йоганна Адольфа, якому за тиждень виповнювалося 22. Весілля пройшло 25 жовтня 1671 року в Альтенбурзі. У подружжя з'явилося одинадцятеро дітей. Родина мешкала у новозбудованому Вайссенфельскому замку та маєтку Лангендорфа.

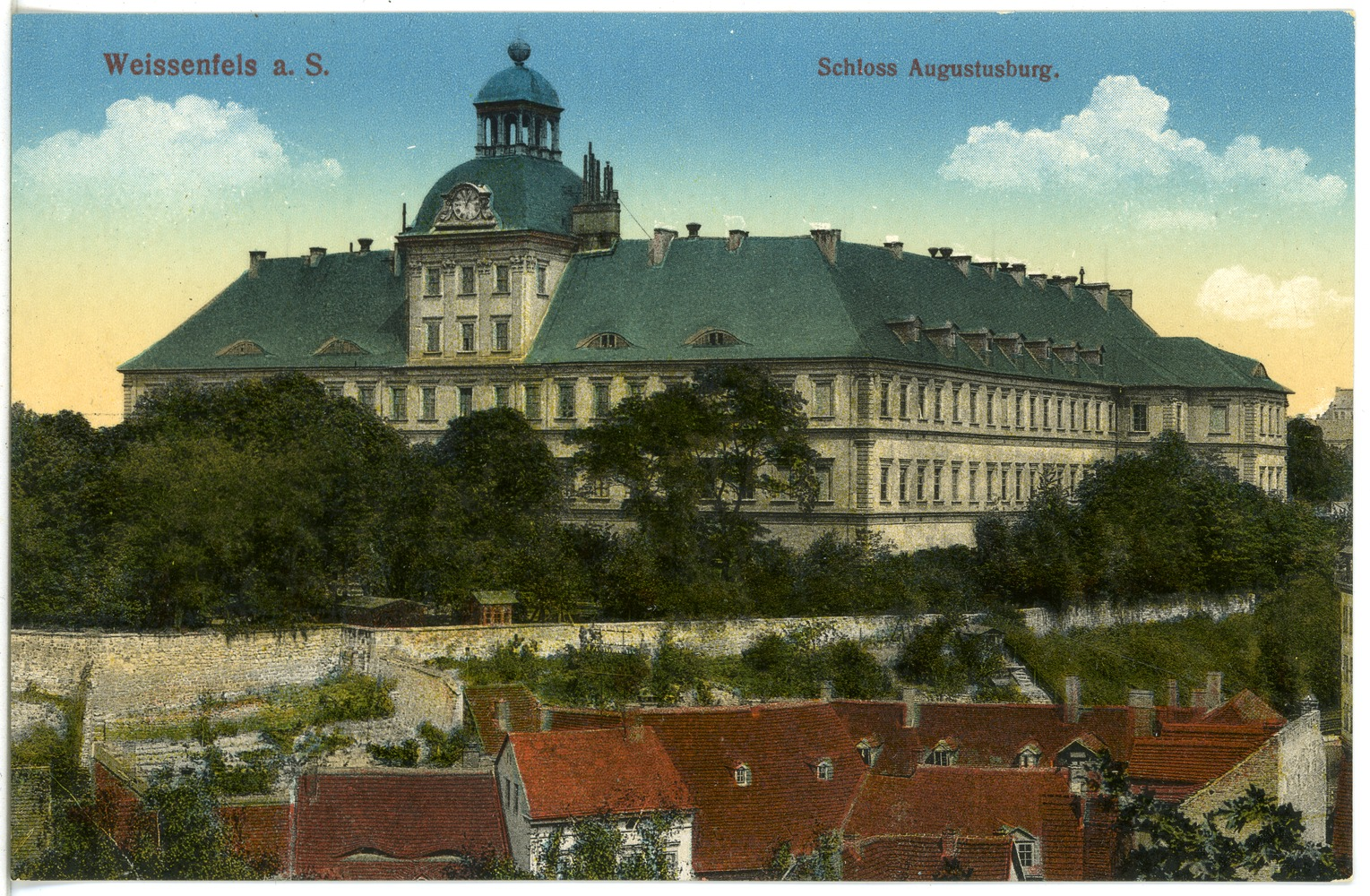
Замок Ной-Аугустенбург

У червні 1680 року чоловік Йоганни Магдалени став правлячим герцогом Саксен-Вайссенфельсу, а сама вона — герцогинею-консортом. Сімейство перебралося до замку Ной-Августусбург у Вайсенфельсі. 
Правителька проявляла великий інтерес до церковних справ, дарувала церквам коштовні подарунки. Вдома часто читала Біблію, роблячи власні помітки, писала молитовники, збірки висловів та релігійні підручники, які роздавала родичам і членам двору.
Займалася також соціальними справами, піклуючись про потреби своїх підданих. За життя робила регулярні пожертви нужденним, а також залишила їм гроші за своїм заповітом.
Пішла з життя у 30-річному віці 14 січня 1656 року у Вайссенфельсі. Була похована у замковій кірсі Ной-Аугустенбургу. З нагоди її смерті були викарбувані пам'ятні монети, які роздавалися на похоронних месах.
Йоганн Адольф I за кілька років узяв другий морганатичний шлюб.

## Родина
Чоловік — Йоганн Адольф
Діти:

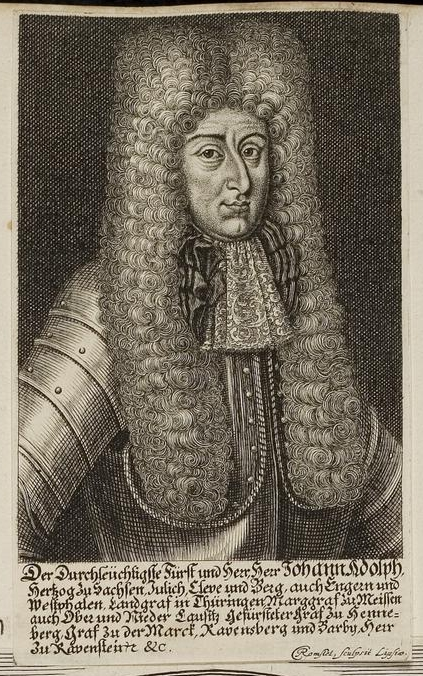
Йоганн Адольф, гравюра

- Магдалена Сибілла (1673—1726) — дружина герцога Саксен-Ейзенаху Йоганна Вільгельма, мала трьох дітей;
- Август Фрідріх (1674—1675) прожив 11 місяців;
- Йоганн Адольф (7—18 червня 1676) прожив 11 днів;
- Йоганн Георг (1677—1712) — герцог Саксен-Вайссенфельсу у 1697—1712 роках, був одружений із принцесою Фредерікою Єлизаветою Саксен-Айзенаською, мав семеро дітей;
- Йоганна Вільгельміна (1680—1730) — одружена не була, дітей не мала;
- Фрідріх Вільгельм (18 січня—20 листопада 1681) — прожив 10 місяців;
- Крістіан (1682—1736) — герцог Саксен-Вайссенфельсу у 1712—1736 роках, був одруженим із Луїзою Крістіною Штольберг-Штольберзькою, дітей не мав;
- Анна Марія (1683—1731) — дружина графа Промніца Ердмана II, мала п'ятеро дітей;
- Софія (1684—1752) була двічі одружена, мала п'ятеро дітей від першого шлюбу;
- Йоганн Адольф (1685—1746) — герцог Саксен-Вайссенфельсу у 1736—1746 роках, був двічі одруженим, мав шестеро дітей, які померли немовлятами.